# Biologie-Preis der Akademie der Wissenschaften zu Göttingen
Der Biologie-Preis der Akademie der Wissenschaften zu Göttingen wurde von 1983 bis 2016 von der Akademie der Wissenschaften zu Göttingen für herausragende Arbeiten in der Biologie vergeben. Es gab auch entsprechende Preise für Chemie und Physik.
In der Regel sollten die Forscher in Deutschland tätig sein oder deutsche Staatsbürger sein und sie durften das 40. Lebensjahr nicht überschritten haben und noch keine Professur auf Lebenszeit oder eine entsprechende andere Stelle innehaben. Außerdem mussten sie außerhalb Göttingens wirken und durften keine Schüler von Mitgliedern der Göttinger Akademie sein. Vorgeschlagen wurden die Kandidaten von jeweiligen Preiskommissionen der Akademie.

## Preisträger
Zum Teil mit Laudatio.
- 1983 Erko Stackebrandt, München
- 1984 Michael Melkonian, Münster
- 1985 Friedrich Widdel, Konstanz
- 1986 Michael Boppré, Regensburg
- 1987 Barbara Demmig, Würzburg
- 1988 Jörg Hinrich Hacker, Gerbrunn
- 1989 Erwin Grill, München
- 1990 Harald Wolf, Konstanz
- 1991 Michael Schlömann, Stuttgart
- 1992 Egbert Franz Tannich, Hamburg
- 1993 Norbert Sauer, Regensburg
- 1994 Andreas Holzenburg, Leeds
- 1995 Reinhard Töpfer, Siebeldingen
- 1996 Rudolf Ignaz Amann, München
- 1997 Klaus-Gerhard Heller Erlangen-Nürnberg
- 1998 Ulrich Ermler, Frankfurt
- 1999 Christof Niehrs (DKFZ Heidelberg)  für seine Arbeiten über den molekularen Mechanismus der Kopfinduktion.
- 2000 Renate Schmidt (MPI Züchtungsforschung Köln) für ihre Arbeiten zur physikalischen Kartierung von Chromosomen der Modellpflanze Ackerschmalwand (Arabidopsis thaliana).
- 2001 Petra Fromme (TU Berlin) für ihre Arbeit „Kristallisation und funktionelle Strukturanalyse der Photosysteme I und II“.
- 2002 Brigitte Röder (Universität Marburg) für ihre Arbeit „Neurowissenschaftliche Untersuchungen über Auswirkungen von Erblindung auf kognitive Leistungen und deren neuronale Grundlagen“.
- 2003 Dieter Glebe (Universität Gießen), für seine Arbeit „Pre-S1 Antigen-Dependent Infection of Tupaia Hepatocyte Cultures with Human Hepatitis B Virus“.
- 2004 Stefan Engelhardt, Würzburg, für seine Arbeiten über das Beta-Adrenozeptor-System bei Herzhypertrophie und Herzinsuffizienz.
- 2005 Martin Göpfert, Brühl, für seine herausragenden Beiträge zur Aufklärung mikromechanischer und molekularer Prozesse bei der Schallwahrnehmung der Insekten.
- 2006 Margarete Baier (* 1968. Biologin[1]) Universität Bielefeld, für ihre herausragenden Beiträge zur Erforschung der Bedeutung der Redoxregulation für die Anpassung des Stoffwechsels pflanzlicher Zellen an wechselnde Umweltbedingungen.
- 2007 Judith Korb, Universität Regensburg, für ihre bedeutenden wissenschaftlichen Arbeiten zur Soziobiologie der Termitenstaaten.
- 2008 Andreas Kappler, Universität Tübingen,  für seine bahnbrechenden Forschungen über die Geobiologie des globalen mikrobiellen Eisen-Kreislaufs.
- 2009 Ilka Diester, Stanford, für ihre Arbeiten zu den neuronalen Grundlagen höherer kognitiver Fähigkeiten, insbesondere der Existenz von numerischen Kategorien in der Großhirnrinde nicht humaner Primaten.
- 2010 Birte Höcker, Tübingen,  für ihre herausragenden Beiträge zum Verständnis der Evolution von Enzymen.
- 2012 Alessandra Moretti, TU München, für ihre grundlegenden Arbeiten über die Bedeutung von Stammzellen in der Entwicklung des humanen Herzens und der Untersuchung von erblichen Herzkrankheiten.
- 2016 Zongjun Yin (Nanjing Institute of Geology and Paleontology), für seine bahnbrechenden Forschungen über den Ursprung der Metazoa (Tiere) und deren frühen fossilen Bericht im Ediacarium von China.